# 楊玉英
杨玉英，明朝女性人物，建宁（今福建省建宁县）人。
杨玉英涉猎书史，善于吟诗。年十八岁，许嫁官时中。官时中遭受冤狱，父母改受他人之聘。杨玉英听说后，嘱其婢女说：“我的箱子里有佩囊、布鞋等物，他日送给官官人。”婢女不明白，答应了。杨玉英回到寝室，自缢而死，眼睛没有闭上。官时中得知消息，备礼前往祭祀，以手为她合眼，眼睛于是闭上。婢女拿出她的遗物，交给其父母打开，还有一首诗：“昆山一片玉，既售与卞和。和足苦被刖，玉坚不可磨。若再付他人，其如平生何！”